# ديفيد باركر جيبس
ديفيد باركر جيبس (بالإنجليزية: David Parker Gibbs)‏ هو ضابط أمريكي، ولد في 11 مارس 1911 في Fort Leavenworth ‏ في الولايات المتحدة، وتوفي في 30 أغسطس 1987 في سييرا فيستا في الولايات المتحدة.